# Glaciar Hispar
El glaciar Hispar (urdu: ہسپر گلیشر) es un glaciar de 49 km de largo en las montañas Karakoram de Gilgit-Baltistán, Pakistán, que se une al glaciar Biafo, de 67 km de largo, en el paso Hispar La, a una altitud de 5.128 m, para crear el sistema glaciar más largo del mundo fuera de las regiones polares.

## Detalles
Esta autopista de hielo de 100 km conecta dos antiguos reinos de montaña, Nagar en el oeste y Baltistán en el este. La extrema inclinación de las laderas y la naturaleza extenuante del salto de rocas en las morrenas laterales y las laderas hacen que la mitad superior de esta ruta sea la parte más difícil de la travesía Biafo - Hispar. Sólo la jornada de Hispar La incluye el paso por el glaciar Hispar. El cruce de los cuatro principales glaciares tributarios desde el norte es lo más exigente, y los cruces de nullahs (valles estrechos) potencialmente altos pueden ser peligrosos. Las vistas de los picos de 7.800 metros y de los acantilados y montañas cubiertas de nieve del lado sur del glaciar son especialmente impresionantes.

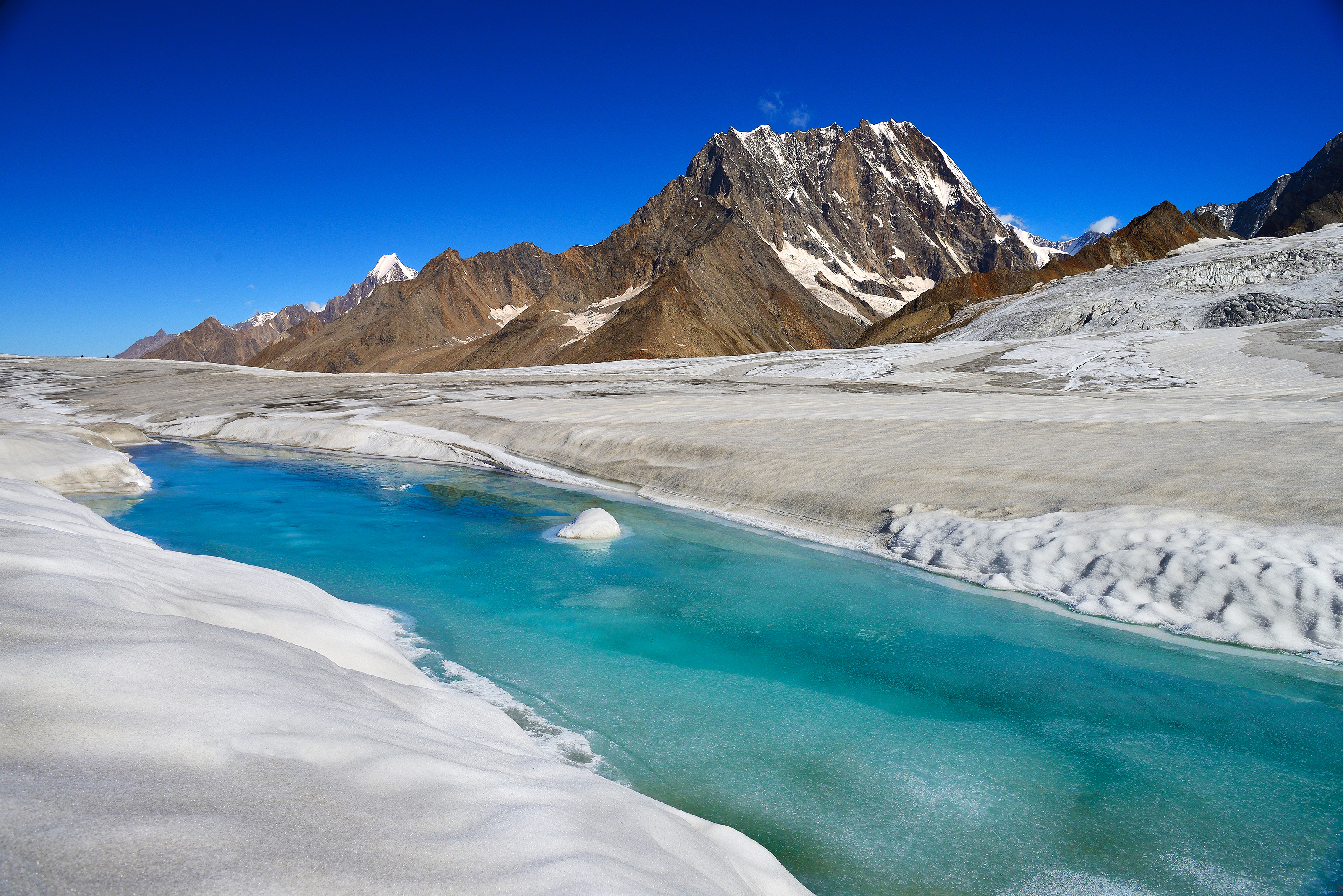
Un arroyo glaciar en el glaciar Hispar

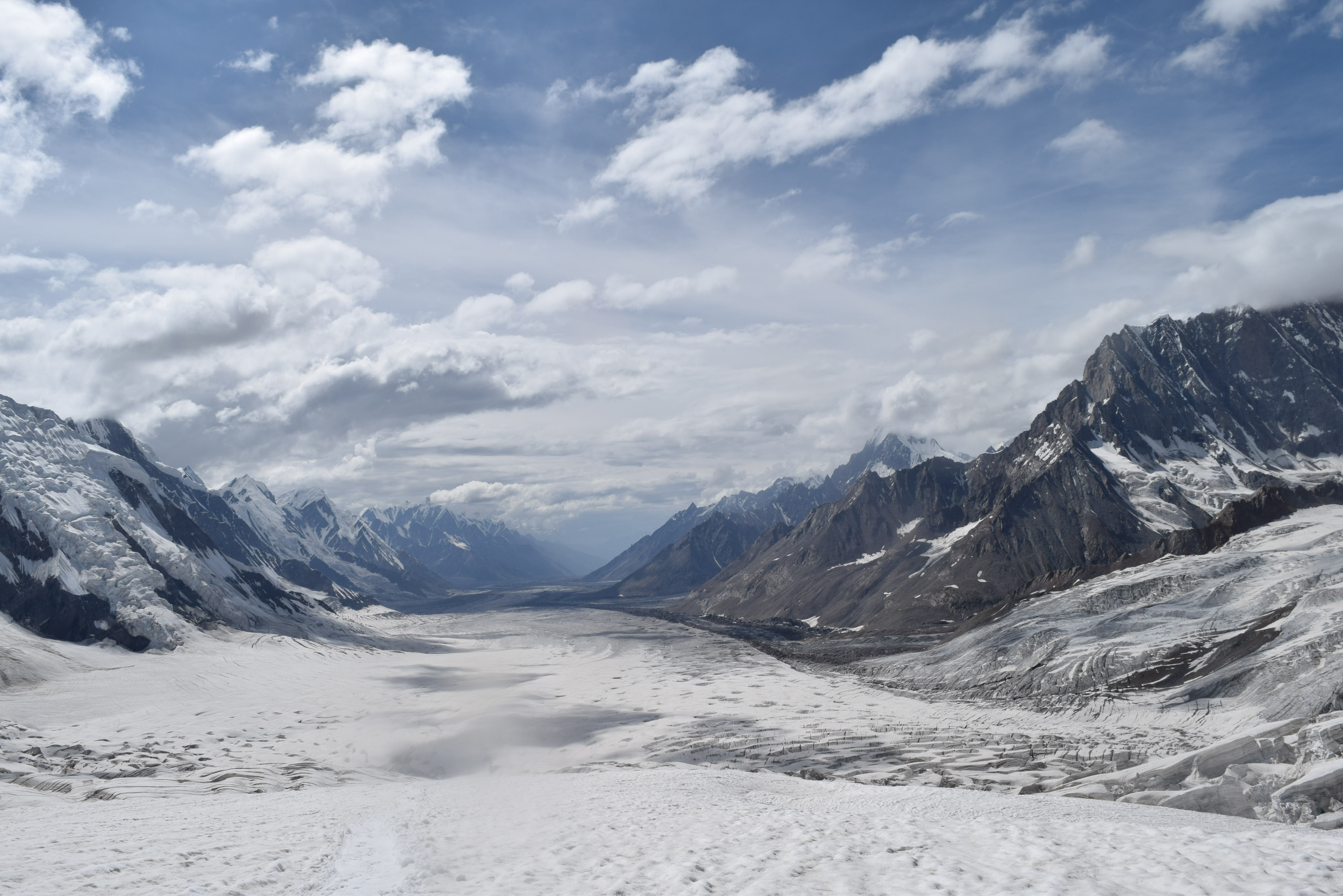
Lago de las Nieves Pakistán

## Ríos
El río Hispar, afluente del río Hunza, nace del deshielo del glaciar.